# Kyllinga flava
Kyllinga flava är en halvgräsart som beskrevs av Charles Baron Clarke. Kyllinga flava ingår i släktet Kyllinga och familjen halvgräs. Inga underarter finns listade i Catalogue of Life.